# Гілберт Чарльз Наджент

Герб графів Вестміт.

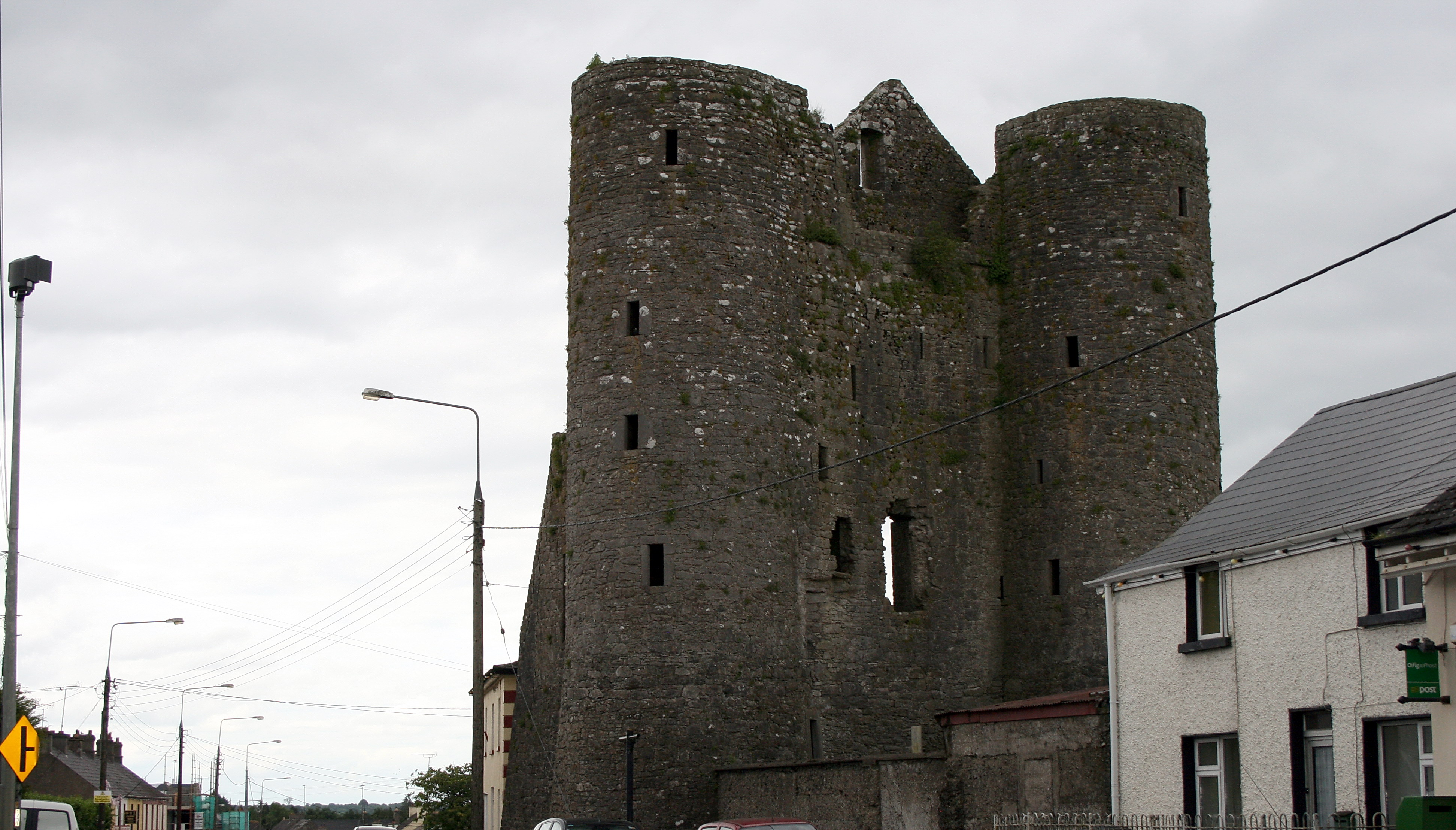
Замок Наджент.

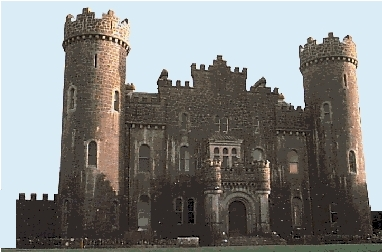
Замок Клонін (Делвін).

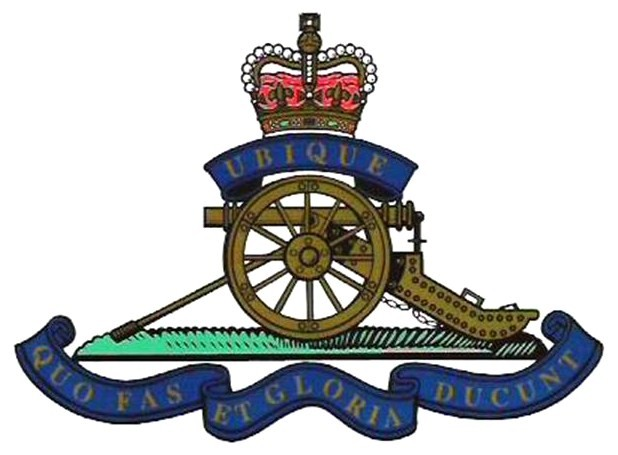
Кокарда Королівської артилерії, де служив Гілберт Наджент.

Гілберт Чарльз Наджент (9 травня 1880 — 20 листопада 1971) — ХІІ граф Вестміт, пер Ірландії, ірландський аристократ, військовий діяч, ветеран Першої світової війни.

## Життєпис
Гілберт Чарльз Наджент отримав титул графа Вестміт у 1933 році після смерті свого старшого брата, що не мав дітей. Гілберт Чарльз Наджент син Х графа Вестміт, молодший брат ХІ графа Вестміт. Гілберт Чарльз Наджент брав участь в Першій світовій війні, де загинув його інший старший брат — Вільям Ендрю Наджент, що загинув в бою в 1915 році. Сам Гілберт під час війни був двічі поранений. Служив майором у Королівській артилерії британської армії. Деякий час він був великим землевласником, але після прийняття відповідних законів парламентом Великої Британії та Ірландії він змушений був продати багато своїх володінь колишнім орендарям. У 1933 році він успадкував титул графа Вестміт від свого брата. У 1934 році він продав решту своїх маєтків та земельних володінь, включно з маєтком Паллас та 20 акрів землі навколо нього та 500 акрів землі навколо маєтків, якими володіли його предки з XVIII століття.

## Родина
Гілберт Чарльз Наджент одружився з Доріс Імлах з Ліверпуля. Шлюб відбувся 20 листопада 1915 року. Подружжя жили в своєму будинку Флауерхілл-Хаус, що в селищі Тінаґ (графство Голвей). Там же народились їх діти Вільям Наджент та Памела Наджент. Але в 1929 році Гілберт продав Флауерхілл-Хаус та 180 акрів землі навколо нього Джону Волшу з Кайлбрака.

## Діти
- Памела Наджент (нар. 1921) служила в британській армії офіцером жіночих допоміжних військово-повітряних сил Великої Британії під час Другої світової війни. Одружилась з бригадним генералом Джоном Евартом Траунсом Барбарі 23 вересня 1950 року. У цьому шлюбі були діти: Майкл (нар. 1951) та Джоанна (нар. 1955).
- Вільям Наджент — ХІІІ граф Вестміт.